# 保
保（ほ/ほう）は、古代から中世の日本に存在した地域行政の単位。時代・地域によって異なる意味で用いられた。
- 古代律令制における末端行政単位。
- 平安京の都城制・条坊制の中に設けられた地割の単位。
- 平安時代後期以後に登場した所領の単位。

## 概要

### 古代律令制における「保」
5戸を単位としたことから、五保（ごほ/ごほう）とも称した。5戸をまとめて保という。保長が責任者となって相互扶助・治安や徴税などに関して連帯責任を負った。
中国には秦の商鞅が定めた什伍に源流を持つ唐の隣保の影響を受けて成立したとされている。日本の戸令では「隣」の制度は設けず、郷・里の下に5戸を1単位とした「保」の制度のみを設けている。戸令には唐の規定を元にして「凡そ戸はみな五家相保れ、一人を長とせよ」（戸令・五家条）という規定が設けられていたが、当時の日本では、唐のように「戸＝家」という形態になっていなかったために後に問題を残すことになった。なお、25戸以下の僻遠地には里長を置かず保長が代理する規定があった（「古記」）。
保は同じ保に属する戸に関して、戸が逃走した時には3年間は追訪、不在の間はその田を耕して租や調を納める連帯責任を負っていた。また、保内で犯罪が発生した場合の犯罪者の告発と被害者の救済義務や保内の人が他の場所に赴く際や外部の人間を止宿させる場合には相互告知の義務を負うなど、民衆を公民として本貫に拘束するとともに相互監視や貢租確保のための規定が設けられていた。
白雉3年（652年）に五保の制度が導入されたとする『日本書紀』の記述から、中大兄皇子による大化の改新の一環として導入されたとする見方もあるが、この記事自体を後世の脚色（大宝律令からの転載）とする見方もあり、確実な記述としては大宝2年（702年）に作成された御野国戸籍に記されているの（「正倉院文書」）が最古のもので、以後いくつかの保や保長に関する記述のある文献・木簡・漆紙文書が存在するほか、その記録は乏しい。これについては、当時の日本における戸の規模が大き過ぎた（実際には1戸が血縁関係のある複数の家（族）によって構成されていた）ために、地縁的な家をもって編成されるようになり、法文と実体に相違が生じたこととの関係と言われているが詳細は不明である。ただ、戸籍制度が形骸化した時期のものではあるものの、寛弘元年（1004年）に作成された讃岐国戸籍では、保を構成する戸の数は不定でむしろ地縁・地域を重視した編成になっていることを伺わせている。
また、律令法においては出挙や奴婢売買の連帯保証人として最高5名までの「保人」が必要であったことが、公式令に記されている。平安時代の土地売買文書に登場し、その後も用語として定着した「保証」の語はこの規定に由来していると考えられているが、「保人」が「五保」と同一の「保」を意味するのか、別のものなのかについては意見が分かれている。

### 平安京における「保」
平安京においては都城制が採用され、その内部は条坊制に基づいて左右両京及び条・坊・保・町などに区切られていた。都城の大路に四方を囲まれた180丈平方の1区画を坊と呼び、坊内部を貫く東西南北それぞれ3条ずつの小路によって細かく区切られた1区画（1坊の１/16）を町と称した。保は坊の中央を通る形で4等分にした1区画を指し、町4つ分に相当する（すなわち、1/4坊＝1保＝4町）。左京では北西側の保を一保と呼んで左回りに数え、右京では北東側の保を一保と呼んで右回りに数えた。
貞観4年（862年）、紀今守の提言によって坊令に代わって各保に保長が設置されて、京職の下にて坊長らを指揮して徴税や治安の任務にあたった。だが、10世紀にはその制度も形骸化し、代わってそれぞれの保の有力者が京職や検非違使によって保刀禰に任じられた。
戸籍における「（五）保」が当初は人為的な枠組みであったのに対して、平安京の保は当初から地縁に基づく枠組みであった。平安京における地縁的な「保」と戸籍の「（五）保」の人為的要素から地縁的要素への変化と関係など、不明な部分が多い。

### 所領における「保」
平安時代後期（11世紀後半以後）から中世にかけて新たに「保」と呼ばれる所領単位が登場し、人名や地名を冠して呼ばれ、「荘」「郷」「別名」と並んで中世期を通して存在した。その名称・起源は古代律令制の保（五保）や平安京の保に由来するとも言われるが、明証は無い。
保は別名とともに国衙から一定地域の国衙領の占有を認められ、内部の荒野の開発と勧農、支配に関する権利を付与されたものを指したが、保は別名とは違って在家（現地住民）に支配が及んでいたと考えられている。ただし、国守が負っていた何らかの負担を土地に転嫁する際に採用された所領形式とする異説もある。
保司と称された開発申請者は在地領主とは限らず、有力寺社の僧侶や神官、知行国主や国守の近臣、中央官司の中下級官人など、在京領主と称される官司や権門関係者も多かった。このため、保司の中でも在地系の「国保」と在京系の「京保」に分けることができる。国保と京保の違いは官物の扱い方にあり、前者は国衙領として国衙に納入されるのに対して、後者は直接官司や権門に納められていたため形式上は国衙領のままであったものの実質において彼らを領主とする荘園と大差がなかった。便補保は国衙が封物確保の義務を免除される代わりに便補の措置のために官司・権門側に認めた京保の一種と言える。勿論、在京領主が直接京保を経営するのは困難であったから、現地の有力者に公文職などを与えて在地領主して経営にあたらせる方法が取られた。
国保・京保ともに、国司（国守）が交替するごとに再度承認の申請をする必要があり、時には再申請を認めず国衙領として回収しようとする国司との間で紛争が生じることもあった。これに対して、中央から太政官符・宣旨などを得て立券荘号して正式に荘園として認められるものや、保の形態のまま為し崩し的に寺社領・諸司領・公家領などとされて国衙の支配から離脱する事例もあったが、依然として国衙領として継続した場合もあった。